# ریش‌قرمز
ریش‌قرمز (به ژاپنی: 赤ひげ) فیلمی ژاپنی محصول ۱۹۶۵ و به کارگردانی آکیرا کوروساوا است که به رابطهٔ میان دکتر یک شهر و افراد زیردست او می‌پردازد. فیلم بر اساس داستان کوتاهی از شوگوئورو یاماموتو ساخته شده‌است. رمان آزردگان و تحقیرشدگان اثر فیودور داستایفسکی منبع الهامی برای ساخت شخصیت اوتویو بوده‌است که توسط ریش‌قرمز از فاحشه‌خانه‌ای نجات پیدا می‌کند. ریش‌قرمز نگاهی به مشکلات اجتماعی و نابرابری و بی‌عدالتی دارد و به دو موضوع موردعلاقهٔ کوروساوا، یعنی انسان‌گرایی و اگزیستانسیالیسم، نیز می‌پردازد.

## دربارۀ فیلم

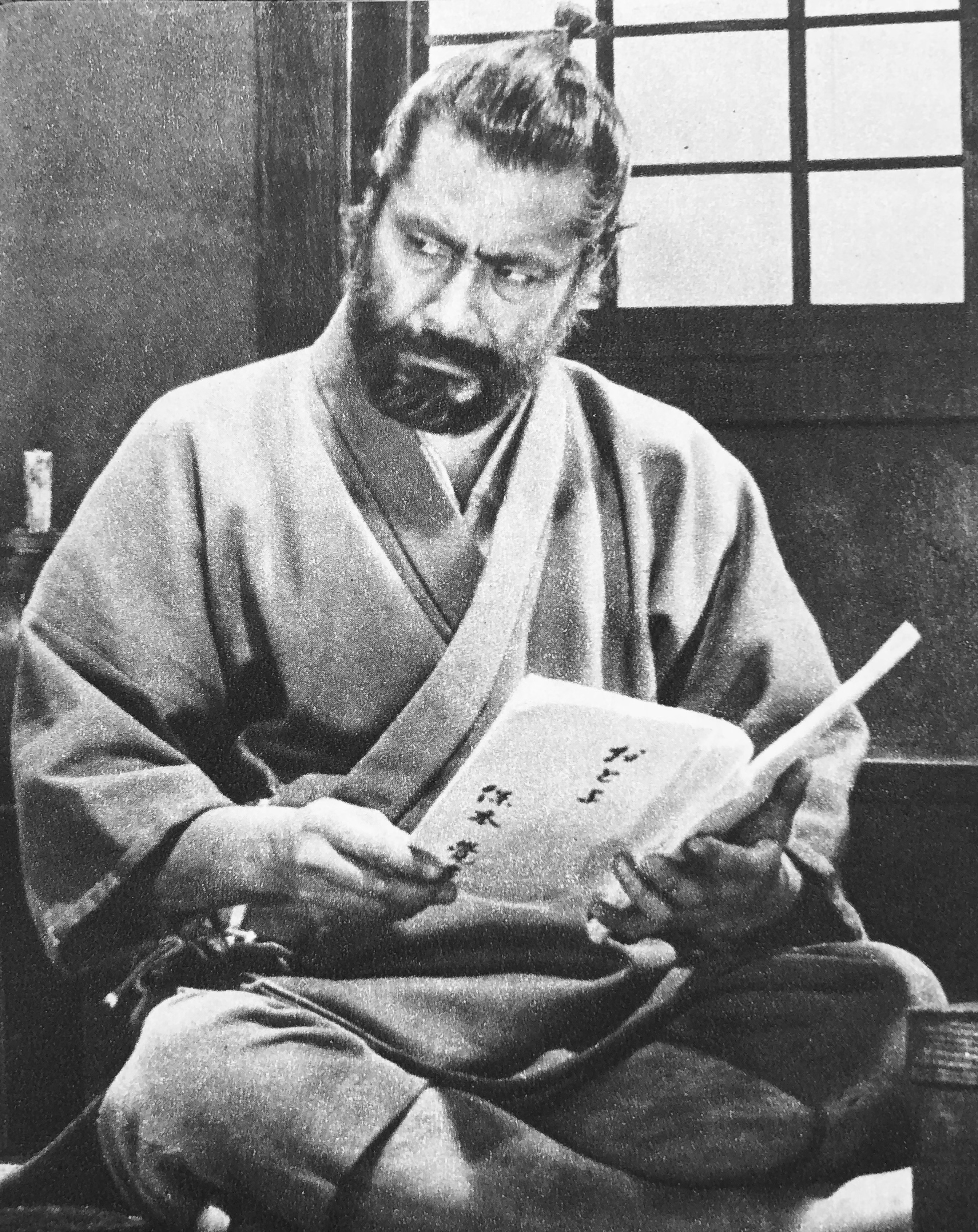
توشیرو میفونه در فیلم ریش قرمز

ریش‌قرمز آخرین فیلم از شانزده فیلمی بود که کوروساوا و توشیرو میفونه در آن با هم همکاری داشتند. تریو نوگامی که برای مدتی طولانی مشاور کوروساوا در فیلمنامه‌نویسی بوده‌است، در خاطرات خود می‌گوید که هیدئو اوگانی فیلمنامه‌نویس به کوروساوا گفته بود که تمام نقش‌پردازی میفونه در ریش‌قرمز اشتباه بوده‌است. بااینکه نویسندهٔ رمان ریش‌قرمز از فیلم تمجید کرده بود و فیلم را نمونه‌ای کامل خوانده بود اما ناگومی می‌گوید که نظر اوگانی باعث شد که کوروساوا برای اولین بار به مهارت و قدرت میفونه شک کند و این اتفاق باعث شد که کوروساوا و میفونه دیگر هیچ‌گاه با هم همکاری نداشته باشند.
ریش‌قرمز همچنین آخرین فیلم سیاه‌وسفید کوروساوا هم محسوب می‌شود. همچنین تنها فیلم کوروساوا است که در آن صحنه‌ای از بدن برهنه وجود دارد.